# Micromécanique
Ne doit pas être confondu avec Microtechnique.
 (novembre 2012).
Si vous disposez d'ouvrages ou d'articles de référence ou si vous connaissez des sites web de qualité traitant du thème abordé ici, merci de compléter l'article en donnant les références utiles à sa vérifiabilité et en les liant à la section « Notes et références ».

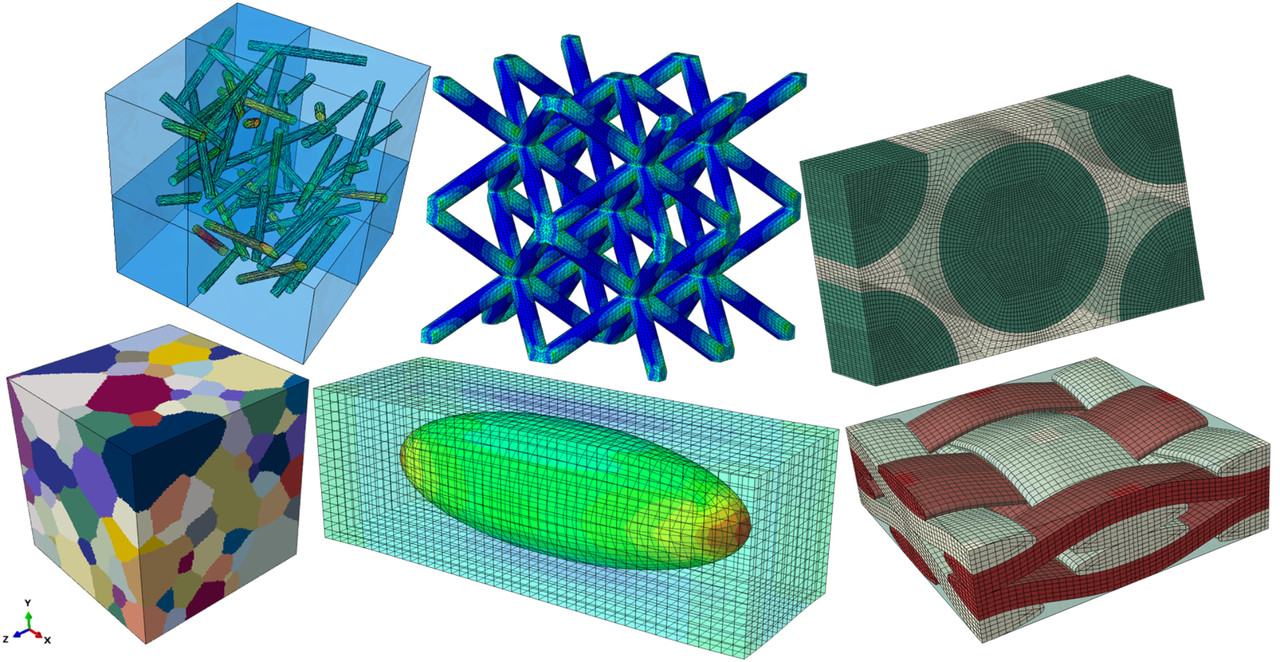
Simulation 3D de matériaux soumis aux lois de la micromécanique.

La micromécanique est une branche de la mécanique dont l'objectif est de décrire le comportement des matériaux hétérogènes. Les approches micromécaniques consistent généralement à considérer un matériau hétérogène comme un ensemble de constituants dont la morphologie, la répartition et la taille influencent le comportement global.
Le terme constituant désigne ainsi un volume discret à l'intérieur duquel les propriétés aussi bien physiques que géométriques sont supposées homogènes et dont la taille définit l'échelle des hétérogénéités prises en compte. Les constituants peuvent être de différents types selon la famille de matériaux considérée : il peut s'agir de la matrice et des renforts dans le cas de matériaux composites ou des cristaux dans le cas de matériaux polycristallins.
Une approche micromécanique a généralement un double objectif : être capable de déterminer l'état mécanique (i.e. contrainte et déformation) de chacun des constituants ainsi que de décrire le comportement global du matériau hétérogène à partir du comportement de chacun des constituants. D'un point de vue physique, la micromécanique est un problème d'homogénéisation inverse ; en cela il est en général mal posé (i.e. il existe un nombre infini de configurations microscopiques ayant un comportement macroscopique donné).

## Notion de volume élémentaire représentatif
La mise en œuvre d'une approche micromécanique nécessite de définir un volume élémentaire représentatif (VER) du matériau étudié. Le VER est ainsi formé à partir de l'ensemble des constituants choisis pour la description du matériau étudié. Ce volume élémentaire représentatif doit satisfaire à deux conditions :
- Être plus grand que la taille caractéristique des constituants afin que leur nombre soit suffisant pour permettre une représentation statistique correcte du matériau étudié.
- Être plus petit que la taille caractéristique d'une structure mécanique (ex : poutre, éprouvette) pour pouvoir éventuellement être remplacé par un matériau homogène équivalent lors d'un calcul de structure.

## Comportement des différents constituants
Outre la définition du VER, le développement d'un modèle micromécanique requiert de spécifier le comportement de chacun des constituants. Les approches les plus simples supposent une relation linéaire (e.g. élasticité, viscosité newtonienne) en chaque point {\displaystyle x} du VER.
Par exemple, un comportement purement élastique consiste à écrire le comportement sous la forme d'une relation linéaire entre contrainte {\displaystyle \sigma } et déformation {\displaystyle \varepsilon } telle que :
{\displaystyle \sigma \left(x\right)=c\left(x\right):\varepsilon \left(x\right)} ou {\displaystyle \varepsilon \left(x\right)=s\left(x\right):\sigma \left(x\right)} avec {\displaystyle s=c^{-1}}
où {\displaystyle c} est le tenseur de rigidité et {\displaystyle s} est le tenseur de souplesse.
L'objectif d'une approche micromécanique est alors de déterminer les champs  {\displaystyle \sigma } et {\displaystyle \varepsilon } de sorte à vérifier les conditions imposées sur les limites du VER. Les conditions aux limites consistent à imposer soit la déformation {\displaystyle E}, soit la contrainte {\displaystyle \Sigma } sur les bords du VER.
Quel que soit le comportement, les champs de contrainte et de déformation doivent vérifier les relations de moyenne suivantes :
{\displaystyle \int _{V}\sigma \left(x\right)dx=<\sigma >=\Sigma }
{\displaystyle \int _{V}\varepsilon \left(x\right)dx=<\varepsilon >=E}

## Différentes approches

### Approximations de Voigt et de Reuss
Historiquement, les premières approches ont supposé que le champ de contrainte est homogène (approche de Reuss) ou que le champ de déformation est homogène (approche de Voigt). Ainsi, dans le cas d'un problème élastique linéaire, on peut établir une relation de localisation, qui permet de calculer le tenseur de déformation pour chaque constituant en fonction de la déformation imposée sur les bords du VER, et calculer le tenseur de rigidité {\displaystyle C} associé au matériau homogène pour lequel les propriétés élastiques sont équivalentes à celles du matériau hétérogène considéré.
L'approche de Voigt conduit à :
{\displaystyle \varepsilon \left(x\right)=E} (relation de localisation)
{\displaystyle C=<c>}
L'approche de Reuss permet d'établir que :
{\displaystyle \varepsilon \left(x\right)=s\left(x\right):<s>^{-1}:E} (relation de localisation)
{\displaystyle C=<s>^{-1}}
Les approches de Voigt et Reuss, si elles ont l'avantage d'être simples, ne fournissent généralement pas une description satisfaisante du comportement d'un matériau hétérogène. En effet, l'approximation de Voigt a tendance à surestimer la rigidité du matériau homogène équivalent tandis que l'approche de Reuss conduit à une sous-estimation. D'autres approches ont donc été proposées afin d'obtenir des descriptions plus réalistes du comportement des matériaux hétérogènes.

## Microsystème électromécanique
Un microsystème électromécanique est un microsystème comprenant un ou plusieurs éléments mécaniques et qui utilise l’électricité comme source d’énergie.